# 于觀霖
于觀霖（?—?），吉林伯都訥廳人，清朝政治人物、同進士出身。
光緒三年（1877年），参加丁丑科殿試，登進士三甲第18名。同年五月，分部學習。